# Суглинки

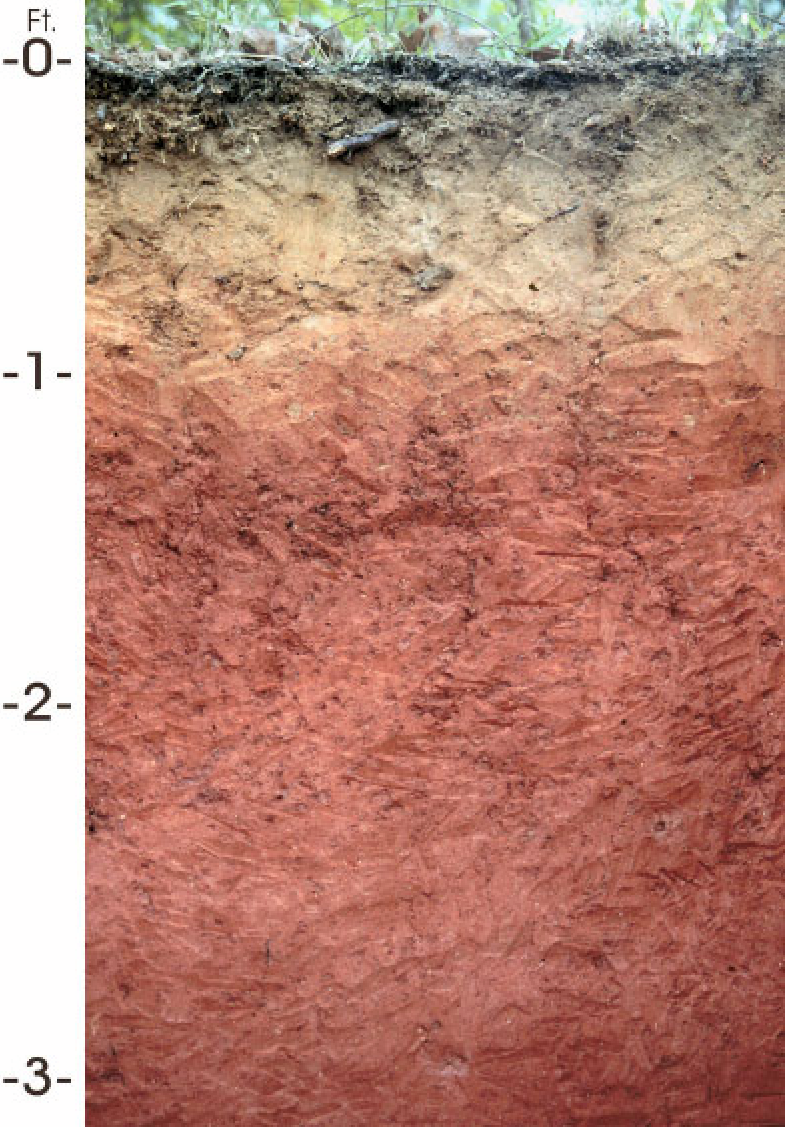
Приклад ґрунтів утворених на суглинках.

Суглинки — в геології та ґрунтознавстві — ґрунт, що складається переважно з піску (розмір частинок > 63 мікрометрів), мулу (розмір частинок > 2 мікрометрів) і меншої кількості глини (розмір частинок <2 мкм). За вагою його мінеральний склад становить приблизно 40–40–20 % концентрації пісок — мул — глина відповідно. Однак ці пропорції можуть різнитися в тій чи іншій мірі і спричиняють різні типи суглинистих ґрунтів: супіщані, мулисті суглинки, глинисті суглинки, піщано-глинисті суглинки, мулисто-глинисті суглинки тощо.

## Загальний опис

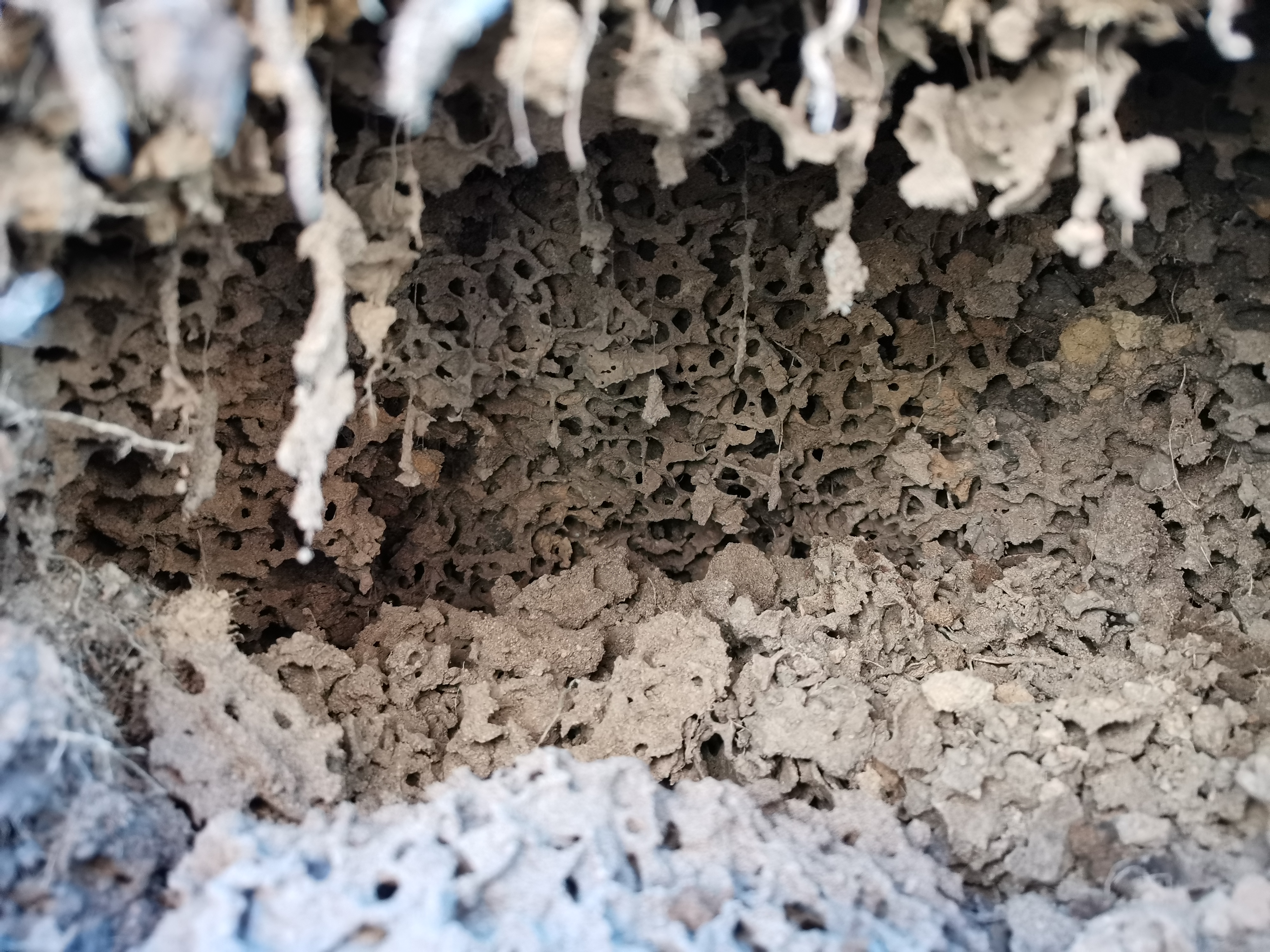
Покинутий термітник в шарі лесовидного суглинка знайдений у чорноземові типовому

У суглинках зазвичай наявні близько 10 — 30 % надтонких глинистих частинок діаметром менше 0,005 мм, які й обумовлюють основні їхні фізико-технічні показники. Характерною ознакою суглинків є число пластичності в межах від 7 до 17. Іноді суглинки збагачені органічною речовиною й водорозчинними солями (в аридних областях). Походження суглинків зазвичай континентальне. Використовуються як сировина для виробництва цегли. Термін, широко застосовується у ґрунтознавстві, інженерній геології, четвертинній геології.
Враховані Державним балансом запасів України запаси суглинку категорій А+В+С1 складають 1472234 тис. м.куб, категорії С2 — 57821 тис. м.куб. З них розробляються відповідно 648923/16456 тис. м.куб.

## Окремі різновиди
Суглинки валунні — містять значну домішку безладно розподілених валунів. Найчастіше являють собою морени, однак можуть мати й інший генезис, наприклад, селевий, делювіальний.
Суглинки лесовидні — пухкі породи схожі на лес (крупність зерен, пористість і т. д.), але для них характерна більша глинистість, наявність грубого піщаного й навіть галькового матеріалу, шаруватість. Розрізняють суглинки лесовидні різного походження — річкового, озерного, алювіального, пролювіального та ін.

## Ґрунти
Суглинкові ґрунти — клас ґрунтів за гранулометричним складом, де вміст фізичної глини (за класифікацією Сибірцева М. М. частинки розміром до 0,01 мм) у підзолистих і чорноземних ґрунтах становить 20-50 % (або у випадку солонців 15-40 %).
Гранулометричний склад ґрунту — це співвідношення гранулометричних фракцій (механічних елементів), що виражено у відсотках. Назва класу і підкласу ґрунтів визначається згідно результатів аналізу гранулометричного складу, який визначають методом піпетки Качинського (базується на врахуванні швидкості осідання часток різного розміру в рідкому середовищі).
Механічні елементи поділяються за розмірами на: каміння понад 3 мм, гравій 1-3, крупний пісок 0,5-1, середній пісок 0,25-0,5, дрібний пісок 0,05-0,25, крупний пил 0,01-0,05, середній пил 0,005-0,01, дрібний пил 0,001-0,005, грубий мул 0,0005-0,001, тонкий мул 0,0001-0,0005, колоїди менш як 0,0001 мм.
Згідно класифікації механічних елементів Сибірцева М. М. все що понад 1 мм називають скелетом ґрунту, менше — дрібноземом, серед якого виділяють дві фракції: фізичний пісок (понад 0,01 мм) і фізичну глину (менш як 0,01 мм). Подальша класифікація ґрунтів за гранулометричним складом відбувається за Н. А. Качинським з урахуванням умісту фізичної глини і типу ґрунтоутворення. Підклас ґрунту визначається за гранулометричним складом і вказує на переважання конкретної фракції механічних елементів (піщано-пилуватий, пилувато-мулуватий тощо).
Наприклад для солонців, солонцюватих ґрунтів Клас ґрунту за грануло-метричним складом визначається згідно умісту фізичної глини — Пісок: пухкий 0-5 %, зв'язний 5-10 %, Супісок 10-15 %, Суглинок: легкий 15-20 %, середній 20-30 %, важкий 30-40 %, Глина: легка 40-50 %, середня 50-65 %, важка понад 65 %.
Суглинкові ґрунти завжди вважалися найродючішими через оптимальні фізичні властивості, що у свою чергу сприяє створенню оптимальних умов для сільськогосподарських культур. В суглинистих ґрунтах, в зв’язку з підвищеною ємністю вбирання закріплюється більше гумусу, ніж в легких (піски, супіски). Залежно від ландшафтних особливостей формуються досить родючі, багаті на гумус і пожині речовини, з високим біологічним різноманіттям ґрунти. До класу суглинкових  ґрунтів найчастіше відносяться більшість підтипів чорноземів, усі підтипи сірих-опідзолених, деякі різновиди дернових і опідзолених, лучних, лучно-чорноземних, лучно-каштанових, каштанових, сірих та інші. Здебільшого такі ґрунти формуються на лесових породах, флювіогляціальних відкладах, мергелях тощо.